# Pojezierze Suwalskie

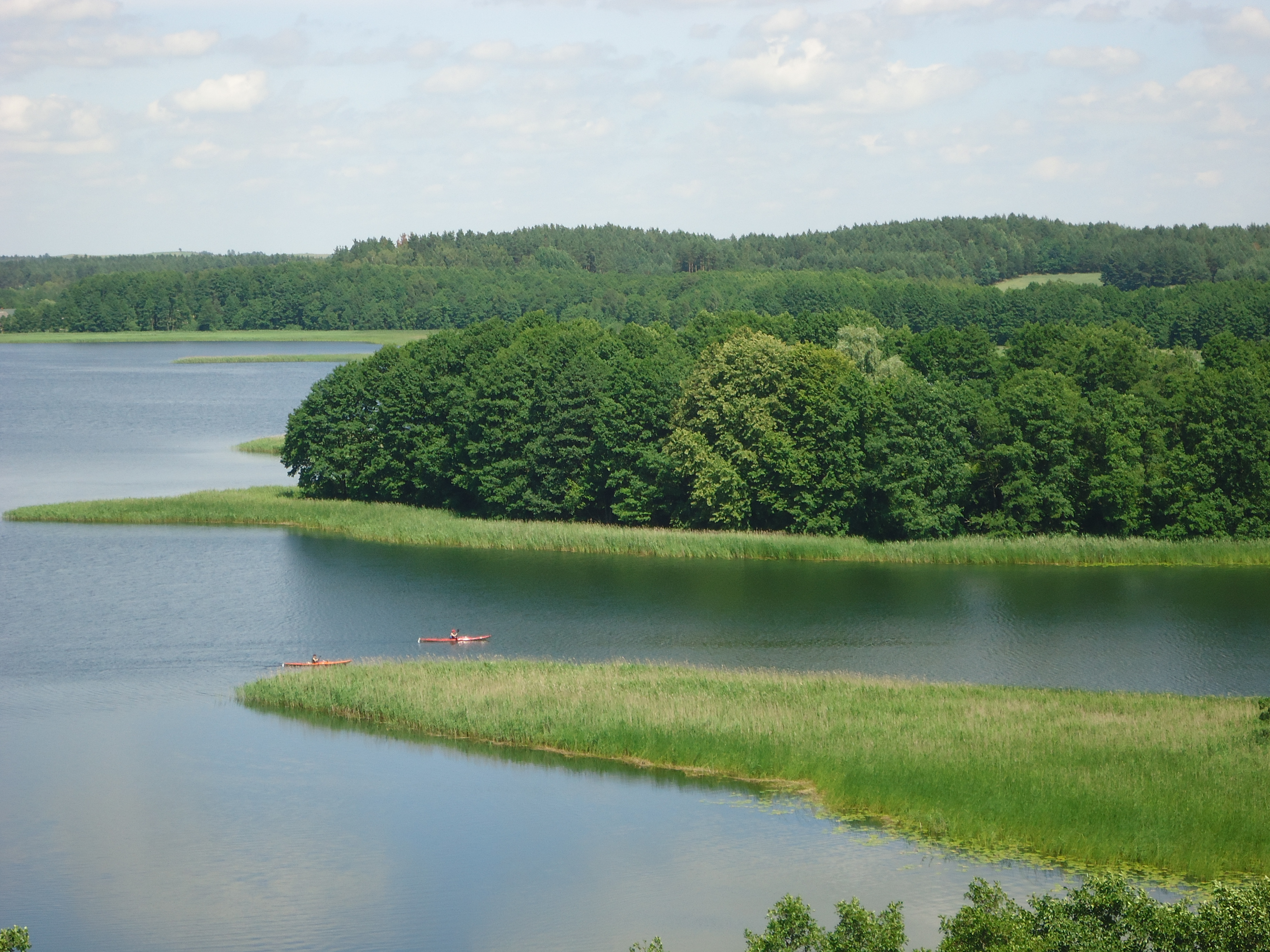
See Wigry

Das Pojezierze Suwalskie (deutsch etwa Seengebiet von Suwałki) ist eine Seenlandschaft in der polnischen Woiwodschaft Podlachien. Sie ist der westlichste Teil der Litauischen Seenplatte und reicht teilweise bis nach Litauen und Belarus. Sie liegt östlich der Masurischen Seenplatte in der historischen Region Suwalszczyzna.

## Lage
Diese Seenplatte befindet sich im Südwestteil des Baltischen Landrückens. Sie besteht aus einer Vielzahl von Seen in einer Moränenlandschaft. Charakteristisch für diese Landschaft sind glaziale Rinnen zwischen den Hügeln, entstanden durch die abtragende Wirkung der Schmelzwässer beim Abschmelzen der Gletscher, die später die Seen aufnahmen.

## Kanäle und Schifffahrt
Viele der Seen sind durch Kanäle wie den Augustów-Kanal und Flüsse wie die Rospuda verbunden.